# Jean-Antoine Houdon
Jean-Antoine Houdon (Versalhes, 25 de Março de 1741 — Paris, 15 de Julho de 1828) foi um escultor de estilo neoclássico francês. Houdon ficou famoso pelos bustos e estátuas que esculpiu de filósofos, presidentes, inventores e figuras políticas do iluminismo. Houdon tem entre suas obras bustos e estátuas de Denis Diderot (1771), Benjamin Franklin (1778-79), Jean-Jacques Rousseau (1778), Voltaire (1781), Molière (1781), George Washington (1785-88), Thomas Jefferson (1789), Louis XVI (1790), Robert Fulton (1803-04) e Napoleão Bonaparte (1806).

## Biografia
Nascido em Versalhes, Houdon ganhou o Prix de Rome em 1761, mas não foi influenciado pela arte antiga ou renascentista de Roma. Sua estada na cidade foi marcada por duas importantes e características produções: um magnífico Ecorché, um modelo anatômico que ainda hoje serve de guia para todo tipo de artistas, e a estátua de São Bruno de Colônia na basílica de Santa Maria degli Angeli e dei Martiri em Roma. Depois de dez anos de estadia na Itália, Houdon retorna a Paris.
A estátua de George Washington resultou de um convite feito por Benjamin Franklin para que Houdon cruzasse o Atlântico e visitasse o palácio Mount Vernon, lá o então general pôde lhe servir de modelo. Washington posou para modelos de argila e para uma máscara de gesso em 1785. Esses modelos serviram para várias homenagens a Washington, incluindo a representação dele de pé localizada no capitólio do estado de Virginia em Richmond. Numerosas variações do busto de Washington foram produzidas, retratando-o como um general em uniforme, da maneira clássica mostrando a musculatura peitoral ou como como o cônsul romano Lúcio Quíncio Cincinato vestindo uma toga. Uma versão desse último tipo está no edifício sede do estado de Vermont.
Houdon se tornou membro da Academia Real de Pintura e Escultura em 1771, e professor em 1778. Encarado como burguês pelas suas ligações com a corte de Louis XVI, ele caiu em desfavores durante a Revolução Francesa, apesar de não ter sido preso. Houdon voltou a ser favorecido durante o Consulado e Império.
Houdon morreu em Paris e foi enterrado no cemitério de Montparnasse.

## Obras
- Denis Diderot (1771)
- Benjamin Franklin (1778-79)
- Jean-Jacques Rousseau (1778)
- Voltaire (1781)
- Molière (1781),
- George Washington (1785-88)
- Thomas Jefferson (1789)
- Louis XVI (1790),
- Robert Fulton (1803-04)
- Napoleão Bonaparte (1806)

## Galeria

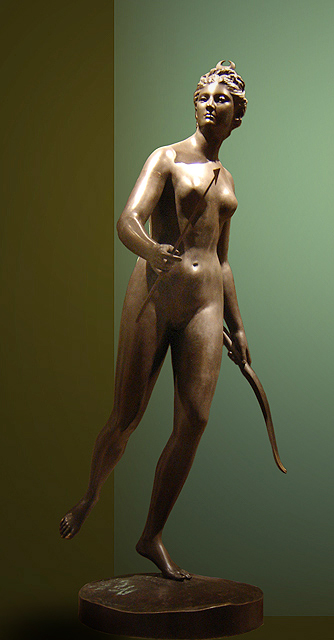
Diana caçadora, Louvre.
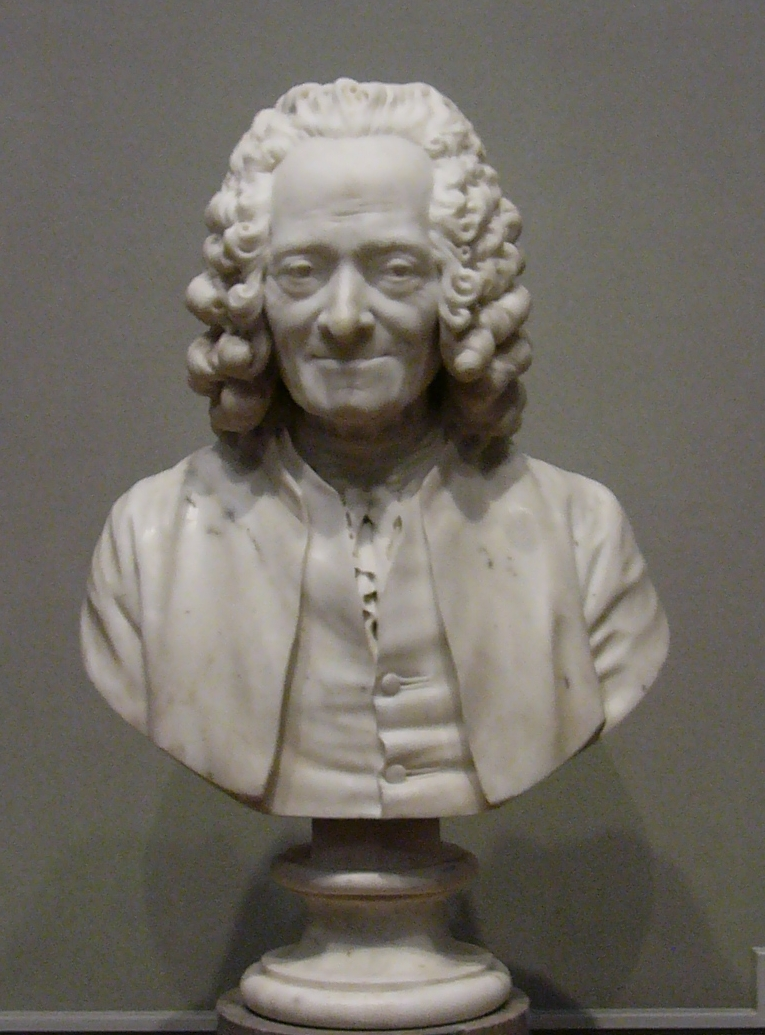
Busto de Voltaire.
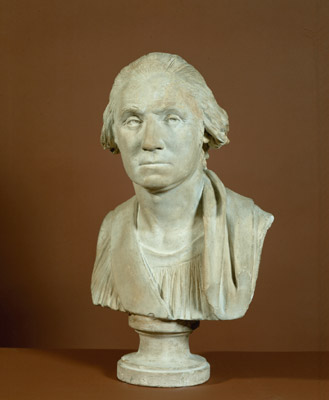
Busto de Washington.
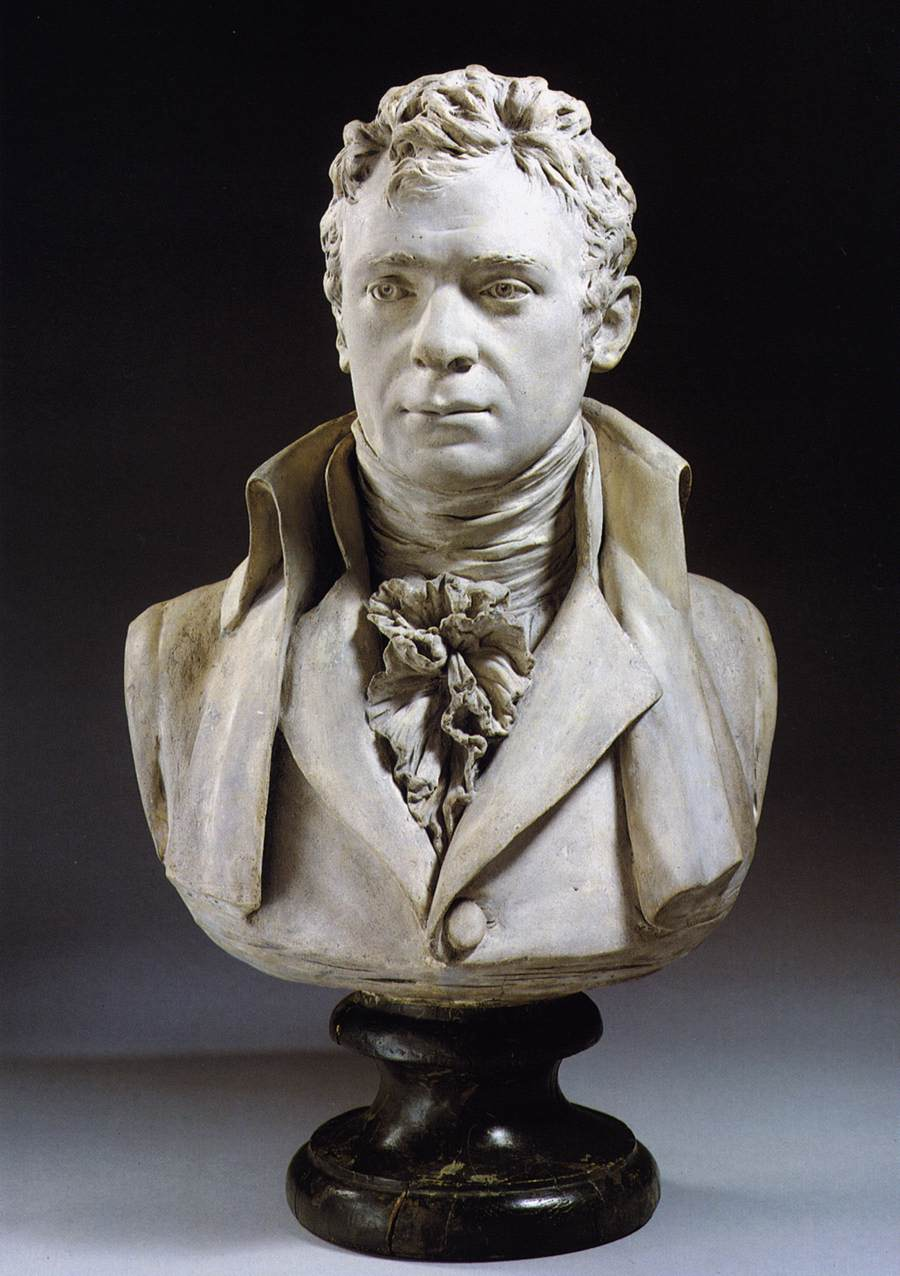
Busto de Robert Fulton.